# Curières

Curières este o comună în departamentul Aveyron din sudul Franței. În 1 ianuarie 2022 avea o populație de 214 de locuitori.